# 扎里奇內 (舊比利斯克區)
扎里奇内（烏克蘭語：Зарічне），是烏克蘭東部盧甘斯克州舊比利斯克區米洛韦市镇内的村落。始建於1950年，面積1.14平方公里，海拔高度86米，2001年人口179，人口密度每平方公里157人。